# Дарјан Матовић
Дарјан Матовић (Фоча, 12. октобар 1988) босанскохерцеговачки је фудбалер који тренутно наступа за Слогу из Добоја. Висок је 190 центиметра и игра на позицији голмана, а боље се сналази десном ногом.

## Каријера
Као рођени Фочак, Матовић је своју фудбалску каријеру започео у локалној Сутјесци, за коју је најпре наступао између 2006. и 2011 године, да би исте године прешао у Горажде. У овом клубу провео је један део сезоне 2011—12, а потом се вратио у матичну Сутјеску наредне године. У сезони 2012—13, проглашен је најбољим голманом Прве лиге Републике Српске.
У јулу 2013. потписао је трогодишњи уговор са српским суперлигашем Јавором. Како је у овом клубу углавном попуњавао место резервног голмана, одлучио је да се пређе на позајмицу у екипу Инђије почетком наредне године. Ипак, услед повреде Ђорђа Лазовића, позајмица је споразумно раскинута, а Матовић се пред крај првенства вратио на гол Јавора.
Први део 2015. године, Матовић је провео као голман Пролетера из Теслића, где је забележио 12 наступа у Првој лиги Републике Српске, да би касније, исте године приступио екипи Горажда по други пут у својој каријери. У јесењем делу сезоне 2016—17 у Првој лиги Републике Српске, као члан Слободе из Мркоњић Града успео је да сачува мрежу на свим сусретима на домаћем терену. Почетком 2017. постао је члан Слоге из Добоја.

## Признања
- Најбољи голман Прве лиге Републике Српске за сезону 2012/13.[3]